# Баланчук Михайло Несторович
Михайло Несторович Баланчу́к (нар. 25 вересня 1935, Мартиновичі) — український скульптор; член Київської організації Національної спілки художників України у 1999—2014 роках.

## Біографія
Народився 25 вересня 1935 року в селі Мартиновичах Поліського району Київської області (нині виселене через наслідки аварії на ЧАЕС).1965 року закінчив Дніпропетровське художнє училище; 1972 року — Київський художній інститут, де навчався у Михайла Лисенка, Макара Вронського, Івана Макогона.
Упродовж 1972—1995 років виконував роботи на замовлення скульптурно-живописного комбінату Спілки художників України (нині Київське творчо-виробниче об'єднання «Художник»). Мешкає у селі Нових Мартиновичах Лубенського району Полтавської області в будинку на вулиці Шевченка № 86.

## Творчість
Працює у галузях станкової і монументальної скульптури. Серед робіт:
портрети
- П. Куща (1971);
- Устима Кармалюка (1972);
- ветерана німецько-радянської війни П. Іванова (1974);
- генерала Михайла Скирди (1978);
- Олександра Суворова (1980);
- Тараса Шевченка (1990);

пам'ятники у Пирятині
- Тарасу Шевченку (1991);
- воїнам-афганцям (2001).

Бере участь у республіканських, обласних художніх виставках з 1973 року. У 1974 році його проєкт монумента «Возз'єднання України та Росії» був відзначений премією республіканського конкурсу.